# عمران بن مجالد
عُمَران بن مُجَالد بن يزيد الربعي (144 هـ - 197 هـ / 762م - 812م) قائد عسكري من القادة الشجعان في الدولة الأغلبية، نال ثقة إبراهيم بن الأغلب أول ملوك الدولة الأغلبية فجعله من وزرائه وقادة جيشه، وبعث به على رأس جيشٍ كبير لقتال خريش بن عبد الرحمن الكندي في تونس، ثم إنه خلع الطاعة عام 194 هـ وثار على إبراهيم بن الاغلب فحاربه إبراهيم وهزم جيشه، فهرب عمران إلى بلاد الزاب وتخفى فيه، ثم إنه أرسل يطلب الأمان من إبراهيم بن الأغلب فأمنه فقدم القيروان، ولما توفي إبراهيم وتولى بعده ابنه عبد الله بن إبراهيم الأغلبي أخذه وقتله في سنة 197 هـ بعد أن وشى به بعض أهل القيروان.

## أخباره وسيرته
نال عمران بن مُجَالد ثقة إبراهيم بن الأغلب أول ملوك الدولة الأغلبية وشهد معه قتال الثائر تمام بن تميم التميمي في سنة 183 هـ مما جعل إبراهيم يجعله في جملة وزرائه ويجعله من قادة جيشه المعدودين، ثم وجهه إبراهيم بن الأغلب في سنة 186 هـ لقتال خريش بن عبد الرحمن الكندي الذي ثار في مدينة تونس وتحصن فيها وتبعه عشرة ألاف رجل وأمره أن يقتلهم جميعاً إن ظفر بهم، فحاربهم عمران وظفر بهم ودخل مدينة تونس فحضي بذلك عند ابن الأغلب، ثم إنه خلع طاعة إبراهيم بن الأغلب وأعلن العصيان والثورة عليه في سنة 194 هـ وتبعه بعض أهل القيروان، فحاربه إبراهيم بن الأغلب وظفر به وقتل جمعاً من أصحابه وهرب عمران إلى بلاد الزاب في أقصى المغرب وتخفى فيه مدةً ثم أرسل إلى إبراهيم يطلب الأمان فأمنه إبراهيم، ولما توفي إبراهيم ولي بعده ولده أبو العباس عبد الله بن إبراهيم الأغلبي ووشى بعض أهل القيروان بعمران عنده فقتله في سنة 197 هـ.